# Monastirací (Amári)
Monastirací (em grego: Μοναστηρακίου; romaniz.: Monastirakíou, lit. "pequeno mosteiro") ou Monastiraki é uma vila cretense da unidade regional de Retimno, no município de Amári, na unidade municipal de Sivrítos. Está no vale Amári, a oeste do Monte Ida e a 38 km da cidade de Retimno, numa altitude de 380 metros. Próximo a vila estão as vilas de Opsigiás e Amári e o sítio arqueológico que recebeu seu nome em homenagem a Monastirací.
No século XVII, o mosteiro bizantino de Assomáton, então influente no vale Amári, criou uma escola em Monastirací (que operou até 1898). O mosteiro de Calóidena alugou suas fazendas para os moradores de Ano Meros para que estes as cultivassem e parte da produção fosse encaminhada para a escola de Monastirací.